# 石田泰尚
石田 泰尚（いしだ やすなお、1973年2月19日 - ）は日本のヴァイオリニスト。神奈川県川崎市登戸出身。明星高等学校、国立音楽大学卒業。

## 経歴
ヴァイオリンとの出会いは3歳のときに両親にたまたま連れていってもらったヴァイオリン教室。小学校3年生ぐらいまで、町内会の野球チームで外野を守っていた。小学校4年で神奈川県のジュニアオーケストラに入団。音楽の道を本気でめざしたのは高3の秋で、音楽大学に進学した。1995年 国立音楽大学を首席で卒業、矢田部賞を受賞。大学時代はヴァイオリンを諏訪晶子、大関博明、室内楽を徳永二男に師事。大学時代に影響を受けた人物として徳永とピアニストの及川浩治の名前を挙げている。
大学在学中の1994年から新星日本交響楽団コンサートマスター、2000年に神奈川フィルハーモニー管弦楽団の常任指揮者の目に留まり、コンマスとして同年夏にゲスト出演。翌2001年から神奈川フィルハーモニー管弦楽団ソロコンサートマスターの座についた。現在、神奈川フィルハーモニー管弦楽団首席ソロ・コンサートマスター、京都市交響楽団特別客演コンサートマスター(2020年4月〜)。2025-2026年度（2025年4月1日から）みなとみらいホールの「プロデューサー in レジデンス」第3代プロデューサーに就任することが決定した。
好きな食べ物は、しょうが焼き定食、ギョーザ、納豆、ラーメン、焼きそば。好きな飲み物はコカ・コーラ。嫌いな食べ物は、甲殻類、ウリ系、貝類。健康のために、「野菜と酵素」、亜鉛、ビタミンC、粉のクエン酸、ユンケルを愛飲している。
好きな言葉は「練習は嘘をつかない」。

## 演奏活動
神奈川フィルハーモニー管弦楽団やソロ活動だけでなく、異なる音楽大学の学生同士で知り合った4人により1994年に結成された弦楽四重奏団「YAMATO String Quartet」、自身がプロデュースする弦楽アンサンブル「石田組」、ピアソラを追及した「トリオ・リベルタ」、ピアニスト及川浩治の呼びかけで結成されたピアノトリオ「Bee」等、様々なユニットで活動する。
使用楽器は、1690年製G.Tononi、1726年製 M.Goffriller。

### ユニット
- YAMATO String Quartet[12]  (石田泰尚《Vn》、執行恒宏《Vn》、榎戸崇浩《Va》、阪田宏彰《Vc》)
- TRIO LIBERTAD[13]　(石田泰尚《Vn》、中岡 太志《Pf,Vo》、松原 孝政《Sax》)
- Bee　(及川浩治《Pf》、石川祐支《Vc》/辻本玲《Vc》、石田泰尚《Vn》)
- Trio Japan（石田泰尚《Vn》、西谷牧人《Vc》、佐藤卓史《Pf》）
- DOS DEL FIDDLES[14]　(石田泰尚《Vn》、﨑谷直人《Vn》)
- 石田組
- トリオ・アパッショナート　(羽田健太郎《Pf》、村井将《Vc》、石田泰尚《Vn》)
- Super Trio 3℃　(石田泰尚《Vn》、金子鈴太郎《Vc》、清塚信也)《Pf》）

## ディスコグラフィー
- 情熱のヴァイオリン～Violin Appassionato(2003年10月22日発売)
- Dolce Violin ～優美なるヴァイオリン～(2005年04月13日発売)
- Pure Violin(2006年12月06日発売)
- 19 CONNECTION - HYPER CLASSIC(2007年12月24日発売)
- Duo 石田泰尚・山本裕康(2008年07月25日発売)
- 「ブラームス/ヴァイオリン・ソナタ全曲集」 石田泰尚ヴァイオリン・リサイタルBRAAAHMS!(2009年発売)
- ALL BRAHMS LIVE(2017年8月9日発売)
- LIVE(2016年6月8日発売)
- モーツァルト ライヴ Mozart Live(2019年08月07日発売)
- 石田組/THE石田組(2017年08月16日発売)
- 石田組 2023・春（2023年04月26日発売）
- 石田組 2023・夏（2023年08月02日発売）
- 石田組 結成10周年記念 2024・春 （2024年04月10日発売）

## 関連書籍
- 石田泰尚『音楽家である前に、人間であれ! 』2022年6月13日　音楽之友社 ISBN 978-4276200159[15]

## メディア出演
- NHK-FM『ベストオブクラシック』～石田組　演奏会～ 2018年08月06日[16]
- NHK BSプレミアム『クラシック倶楽部』「石田組」2018年09月03日[17]
- NHK Eテレ『ららら♪クラシック』「石田組」2019年11月15日[18]
- NHK 総合『あさイチ 特選！エンタ』「石田組」2024年08月30日[19]